# Pasaporte a Europa con Samantha Brown
Pasaporte a Europa con Samantha Brown es un programa de televisión de Travel Channel. El programa sigue a la presentadora de televisión burbujeante y alegre Samantha Brown de Europa visitando varias ciudades europeas, entre ellas populares destinos turísticos principales como Berlín, Munich, Ámsterdam , Venecia, Florencia, Roma, París y Londres, así como las ciudades más pequeñas, como Stratford-upon-Avon, Penzance y Oxford de Inglaterra.
En el curso de cada show, Brown visitas cada ciudad e interactúa con la gente de la ciudad (a veces con el uso de subtítulos para el espectador, incluso para los países de habla Inglés, como Escocia). También visita monumentos locales - incluyendo restaurantes populares y locales comerciales - y educa a los espectadores en los acontecimientos de la historia de la ciudad.
El espectáculo fue nominado para un Emmy.
En julio de 2006, Brown anunció que el Pasaporte a Europa había envuelto oficialmente, y que Pasaporte a América Latina comenzará a filmar en septiembre de 2006.
Pasaporte a Europa ganó un Emmy premio al "Directivo Estilo de vida excepcional." Brown fue citado diciendo:

"Nos dieron la noticia ayer por la noche (6/14) - estábamos en el bar del hotel que tiene una envoltura de México City bebida Muchos de nosotros se había retirado a nuestras habitaciones de hotel a empacar para salir al día siguiente o simplemente ir. cama. Joan McCord (Director) recibió la noticia y por supuesto hemos cambiado de volver a nuestro PJ en la ropa y volví a bajar al bar, así que podía pedir un par de botellas de champán. Todos estamos absolutamente encantados ... más allá de emocionados ser reconocido de esta manera. Pineridge y Travel Channel Ahora tiene dos Emmys para hoteles espectaculares y Pasaporte a Europa. No está mal en absoluto. "

## Lugares visitados

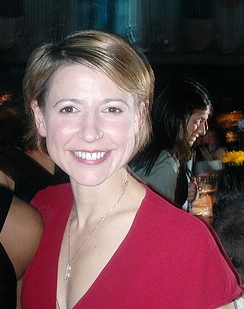
Samantha Brown.

- Aix-en-Provence, Francia
- Costa Amalfitana, Italia
- Ámsterdam, Holanda
- Atenas, Grecia
- Barcelona, España
- Bath, Reino Unido
- Baviera, Alemania
- Berlín, Alemania
- Bologna, Italia
- Bretaña, Francia
- Bruselas, Bélgica
- Cannes, Francia
- Cornualles, Reino Unido
- Copenhague, Dinamarca
- Condado de Cork, Irlanda
- Creta, Grecia
- Dublín, Irlanda
- Edimburgo, Reino Unido
- Florencia, Italia
- Ginebra, Suiza
- Glasgow, Reino Unido
- Helsinki, Finlandia
- Innsbruck, Austria
- Interlaken, Suiza
- Inverness, Reino Unido
- Lisboa, Portugal
- Londres, Reino Unido
- Lyon, Francia
- Madrid, España
- Mallorca, España
- Marsella, Francia
- Milán, Italia
- Monte Carlo, Mónaco
- Munich, Alemania
- Mykonos, Grecia
- Nápoles, Italia
- Normandía, Francia
- Oxford, Reino Unido
- París, Francia
- Penzance, Reino Unido
- Praga, República Checa
- Roma, Italia
- Reikiavik, Islandia
- Salzburg, Austria
- San Moritz, Suiza
- Santorini, Grecia
- Sevilla, España
- Estocolmo, Suecia
- Stratford-upon-Avon, Reino Unido
- Torino, Italia
- Toscana, Italia
- Verona, Italia
- Viena, Austria
- Venecia, Italia
- Zúrich, Suiza

## Medios
4 DVD s fueron puestos en libertad:
Pasaporte a Europa con Samantha Brown: Inglaterra, Irlanda y Escocia. Incluye los siguientes episodios:
- Campo Inglés (Bath & Cotswolds)
- Clásico de Londres
- Ahora Londres
- Irlanda (County Cork & Kerry County)
- Dublín, Irlanda
- Edimburgo, Escocia

Pasaporte a Europa con Samantha Brown: Siete ciudades fabulosas. Incluye los siguientes episodios:
- Bruselas, Bélgica
- Praga, República Checa
- Ámsterdam, Holanda
- Barcelona, España
- Madrid, España
- Sevilla, España
- Lisboa, Portugal

Pasaporte a Europa con Samantha Brown: Alemania, Suiza y Austria. Incluye los siguientes episodios:
- Baviera (Mittenwald y Oberammergau), Alemania
- Berlín, Alemania
- Munich, Alemania
- Innsbruck, Austria
- Salzburgo, Austria
- Viena, Austria
- Interlaken, Suiza
- St. Moritz, Suiza
- Zúrich, Suiza

Pasaporte a Europa con Samantha Brown: Francia e Italia. Incluye los siguientes episodios:
- Cannes y Niza, Francia
- París, Francia
- Monte Carlo, Mónaco
- Costa de Amalfi, Italia
- Florencia, Italia
- Nápoles, Italia
- Roma, Italia